# Heteropneustes kemratensis
Heteropneustes kemratensis es una especie de peces de la familia Heteropneustidae en el orden de los Siluriformes.

## Morfología
• Los machos pueden llegar alcanzar los 27 cm de longitud total.

## Reproducción
Es ovíparo.

## Hábitat
Es un pez de agua dulce y de clima tropical.

## Distribución geográfica
Se encuentran en Asia: cuencas de los ríos  Mekong, Chao Phraya y  Tape.